# Heinrich Zille
Heinrich Zille, född 10 januari 1858i Radeburg vid Dresden, död 9 augusti 1929 i Berlin, var en tysk målare, satirtecknare och fotograf. Som tecknare och akvarellist avbildade han slitna bakgårdar och krogmiljöer. Han verkade även med erotisk konst.
Som fotograf dokumenterade Zille vardagslivet i Berlin med sin kamera, och inget motiv var för litet. Hans bilder är socialkritiska och visar ofta livet i Berlins Mietskaserne.[källa behövs]

## Eftermäle
Asteroiden 15724 Zille är uppkallad efter honom.